# 埃塞俄比亚旗帜列表
埃塞俄比亚旗帜列表列出埃塞俄比亚的旗帜。
|      | 民用旗 | 政府旗   | 军旗   |
| ---- | ------ | -------- | ------ |
| 陸用 | 民用旗 | 政府旗   | 軍用旗 |
| 海用 | 民船旗 | 政府船旗 | 軍艦旗 |

## 国旗

现行埃塞俄比亚国旗，2009年8月28日启用

### 历史国旗

1897-1936，1941-1974 埃塞俄比亚帝国
1974-1975 社会主义埃塞俄比亚
1975-1987 社会主义埃塞俄比亚
1987-1991 埃塞俄比亚人民民主共和国
1991-1996 埃塞俄比亚
1996-2009 埃塞俄比亚联邦民主共和国

## 地方旗帜

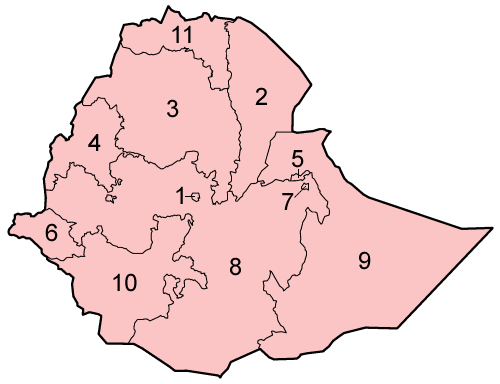
埃塞俄比亚行政区划（1994年至今）

（1）亚的斯亚贝巴和（5）德雷达瓦两特别市目前未采用自己的地方旗帜。

（2）阿法尔州 2012
（3）阿姆哈拉州 1994
（4）本尚古勒-古马兹州 1994
（6）甘贝拉州 1994
（8）奥罗米亚州 1994
（9）索马里州 2008
（10）南方各族州 1994
（11）提格里州 1994

### 被废除的地方旗帜

索马里州 1994-2008
阿法尔州 1994-2012

## 军旗

1897-1974
1955-1974
1974-1975
1987-1991，1996至今